# Interleukine 34
L'interleukine 34 est une cytokine de type interleukine dont le gène est IL34 situé sur le chromosome 16 humain.

## Rôles
Elle se lie au récepteur au CSF1 (mais sur un domaine différent du CSF1, induisant une action différentiée) stimulant la prolifération de plusieurs types de cellules, dont les macrophages, les ostéoclastes, les cellules de la microglie. Elle se lie également sur le récepteur au PTP-ζ situé dans le système nerveux central.

## En médecine
L'importance de son expression dans le tissu articulaire des patients ayant une polyarthrite rhumatoïde, serait corrélée à la gravité de la maladie.
Elle est exprimée également dans certaines tumeurs osseuses contribuant à la prolifération des ostéoclastes induisant la destruction osseuse.
Elle faciliterait la formation d'une tolérance (immunologie) lors d'une greffe d'organe.